# آرتور بل ( قایقران)
آرتور بل (انگلیسی: Arthur Bell; ۲۰ فوریهٔ ۱۸۹۹ – ۲۳ فوریهٔ ۱۹۶۳) قایقران روئینگ اهل کانادا بود.